# RT Близнецов
RT Близнецов (лат. RT Geminorum) — одиночная переменная звезда в созвездии Близнецов на расстоянии (вычисленном из значения параллакса) приблизительно 36360 световых лет (около 11148 парсеков) от Солнца. Видимая звёздная величина звезды — от менее +16m до +11m.

## Характеристики
RT Близнецов — красная углеродная пульсирующая переменная звезда, мирида (M) спектрального класса C(R):. Эффективная температура — около 3526 K.